# 利斯科諾吉
52°8′4″N 33°17′9″E / 52.13444°N 33.28583°E
利斯科諾吉（烏克蘭語：Лісконоги），是烏克蘭的村落，位於該國北部切爾尼戈夫州，由諾夫哥羅德-謝韋爾斯基區負責管轄，始建於1600年，面積1.28平方公里，海拔高度150米，2001年人口461，人口密度每平方公里360.2人。